# Glenn Beringen
Glenn Stuart Beringen (* 16. September 1964 in Adelaide) ist ein ehemaliger australischer Schwimmer. Er gewann bei Olympischen Spielen und bei Commonwealth Games jeweils eine Silbermedaille.

## Karriere
Der 1,85 Meter große Beringen trat bei den Weltmeisterschaften 1982 in Guayaquil sowohl im Brustschwimmen als auch im Lagenschwimmen an, erreichte aber keinen Endlauf. Zwei Monate später bei den Commonwealth Games 1982 in Brisbane siegte über 200 Meter Brust der Kanadier Victor Davis, mit fast drei Sekunden Rückstand wurde Glenn Beringen Zweiter vor dem Engländer Adrian Moorhouse.
Zwei Jahre später bei den Olympischen Spielen 1984 in Los Angeles siegte Victor Davis mit über zwei Sekunden Vorsprung vor Beringen, der seinerseits fast zwei Sekunden Vorsprung vor dem drittplatzierten Schweizer Étienne Dagon hatte. Beringen trat in Los Angeles auch über 200 Meter Lagen an, schied aber als 22. der Vorläufe aus. 1985 schwamm Beringen bei den Pan Pacific Swimming Championships und wurde über 200 Meter Brust Zweiter hinter John Moffet aus den Vereinigten Staaten.
Beringen war nach seiner aktiven Laufbahn zunächst Assistenztrainer und später Head Coach am South Australian Sport Institute. Nach zehn Jahren wechselte er nach Canberra ans Australian Institute of Sport. In den 1990er und 2000er Jahren war Beringen bei zahlreichen internationalen Veranstaltungen Trainer der australischen Mannschaft. Zu den von ihm trainierten Schwimmerinnen gehörten Petria Thomas und Sarah Ryan.